# Synchro Rev Control

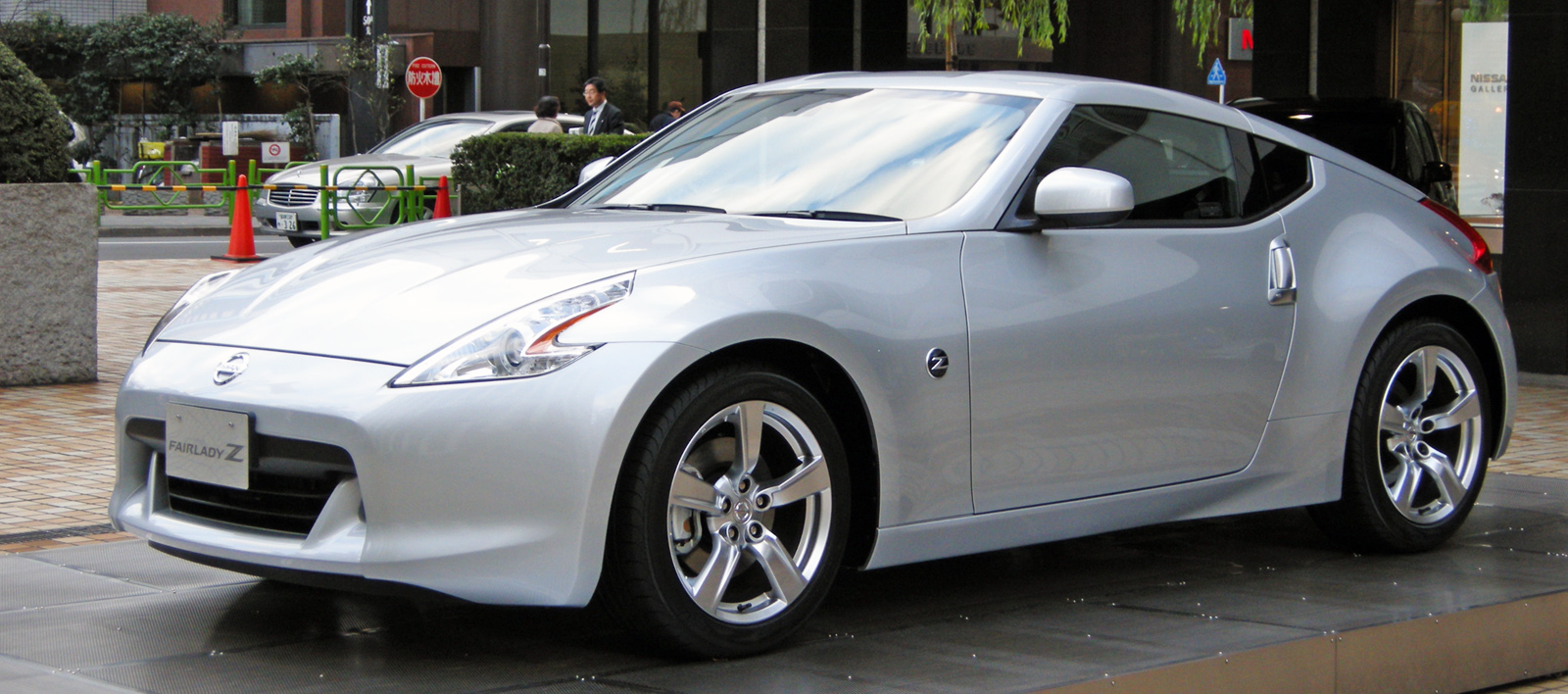
Nissan 370z

Le Synchro Rev Control (SRC), aussi appelé Synchro Rev Matching (SRM) est un système de synchronisation automatique du régime moteur au rapport de boite que le conducteur souhaite engager lorsque celui-ci rétrograde. Ce système a été développé par Nissan exclusivement pour ses modèles sportifs Z. Il est apparu pour la première fois sur la Nissan 370z à boîte de vitesses manuelle et il est également disponible sur le modèle qui la remplace la Nissan Z.

## Origine
Le Synchro Rev Control est un équipement sportif couplé à une boite de vitesses manuelle qui vise à reproduire automatiquement sans intervention du conducteur, une pratique de pilotage appelée talon-pointe. Cette pratique consiste à appuyer simultanément sur la pédale d'accélérateur et celle du frein au moment de rétrograder. Ainsi, le pilote peut contrôler le régime moteur et l'ajuster au passage d'un rapport inférieur de manière que celui-ci s'effectue en douceur, sans à-coup et en toute efficacité. Le talon-pointe permet, en rétrogradant sans à-coup, de limiter l'usure des pièces de transmissions et de garder un régime moteur adéquat pour une relance efficace du véhicule. Pour reproduire cette pratique issue de la compétition automobile, le Synchro Rev Control ajuste automatiquement l'accélération au passage d'un rapport inférieur sans que le conducteur ou pilote ait besoin de jouer sur les pédales. Le Synchro Rev Control permet d'offrir ces mêmes avantages sans nécessiter un  apprentissage et la maîtrise préalable d'une technique de pilotage complexe de la part du conducteur. Cet automatisme ne demandant aucune connaissance ou action spécifique du conducteur, il peut être utilisé quotidiennement et ajoute donc comme avantage un confort de conduite accru dans la vie de tous les jours.

## Fonctionnement
Le Synchro Rev Control s'active à l'aide d'un bouton « S-mode » situé sur le côté droit du levier de vitesse. Une fois activé, il ajuste le régime moteur au rapport que le conducteur souhaite engager à chaque fois que celui-ci amorce l'action de rétrograder,. Pour cela des capteurs placés sur la pédale d'embrayage et le levier de vitesse détectent le comportement du conducteur alors que des capteurs détectent la vitesse de rotation du moteur et celle de l'arbre de transmission pour les faire correspondre. Le tout est géré électroniquement par l'unité de commande électronique de la voiture (UCE). Lorsque le conducteur enfonce la pédale d'embrayage le Synchro Rev Control s'active et détecte le mouvement du levier de vitesse. Au moment du verrouillage d'un rapport, le régime moteur s'accélère pour être précisément au niveau correspondant à la vitesse que le conducteur est en train d'engager. Le compte-tours affiche également le régime correspondant à chaque rapport inférieur si le conducteur hésite entre deux rapports. Il est ainsi informé à chaque mouvement du levier de vitesse, du comportement de la voiture face à son choix. Lorsque le conducteur relâche la pédale d'embrayage, les vitesses du moteur et de l'arbre de transmission se sont égalisée au nouveau régime adéquat. La totalité du processus est automatique et le conducteur n'a pas agi différemment qu'avec une boîte de vitesses manuelle classique. Dans le cas où le conducteur change d'avis et revient à la vitesse d'origine, l'accélération revient à son intensité d'origine. Néanmoins, le Synchro Rev Control ne protège pas la voiture des surrégimes si le conducteur se trompe de rapport.

## Disponibilité
Le Synchro Rev Control a été développé par le constructeur automobile Nissan pour figurer exclusivement sur son modèle sportif Nissan Z34 ou Nissan 370z. Il est disponible sur les versions coupé ou cabriolet. Il est en option sur le modèle de base et de série sur la version Pack ou la version préparée Nismo. Ce système n'est en revanche disponible que sur les versions à boite de vitesses manuelle, les boites automatiques disposant d'un autre système de synchronisation. La Nissan Z qui la remplace à partir de 2023 profite également de ce système.